# Puerto Real
Puerto Real è un comune spagnolo di più di 38 000 abitanti situato nella comunità autonoma dell'Andalusia. 
La città è stata fondata dai re cattolici il 18 giugno 1483, che la resero autonoma dalla vicina Medina-Sidonia, di cui era stata fino ad allora il porto.

## Sport
La sede della pallavolo locale è la Club Voleibol Puerto Real.